# Orientothele
Genre
Orientothele est un genre d'araignées mygalomorphes de la famille des Macrothelidae.

## Distribution
Les espèces de ce genre se rencontrent en Chine et en Inde.

## Liste des espèces
Selon World Spider Catalog (version 26, 13/04/2025) :
- Orientothele alyrata Mirza, Sanap & Kunte, 2017
- Orientothele jingzhao (Chen, Jiang & Yang, 2020)
- Orientothele jinlin (Z. B. Yang, Zhao, Zhang & Z. Z. Yang, 2018)
- Orientothele mingsheng (Wu & Z. Z. Yang, 2022)
- Orientothele washanensis (Wu & Z. Z. Yang, 2022)
- Orientothele wuliangensis (Wu & Z. Z. Yang, 2022)
- Orientothele yani (Xu, Yin & Griswold, 2002)

## Systématique et taxinomie
Ce genre a été décrit par Mirza, Sanap et Kunte en 2017 dans les Dipluridae. Il est placé en synonymie avec Macrothele par Drolshagen en 2017. Il est relevé de synonymie par Shao, Zhou et Lin en 2025.

## Publication originale
- Mirza, Sanap & Kunte, 2017 : « A new genus and new species of diplurid spider (Araneae: Mygalomorphae: Dipluridae) from northeast India. » Journal of Asia-Pacific Biodiversity, vol. 10, no 1, p. 32-38.